# Xaraf al-Din Mahmud Xah
Xaraf al-Din Mahmud Xah fou el fundador de la dinastia coneguda com a indjúida que va regnar al Fars, Esfahan i Luristan al segle xiv. Seria un descendent de Khwadja Abd Allah Ansari, famós savi d'Herat (1006-1089)
Vers el 1303 fou enviat per Oldjeitu a l'Iraq Adjemi i Fars per administrar els dominis reials (anomenats indju) en aquestes regions. Va conservar el càrrec sota Abu Said Bahadur Khan, el successor d'Oldjeitu i fou un dels lleials de l'amir Coban. Fars encara estava sota domini nominal dels atabegs salghúrides però Mahmud va obtenir el control financer i polític de la província va augmentar tant el seu poder que vers el 1325 es podia considerar un sobirà independent a Siraz i quasi tot el Fars.
No obstant va residir a la cort ilkhànida a Sultaniya on fou protegit pel visir Khwadja Ghiyat al-Din Muhammad ibn Rashid al-Din Fadhl Allah (fill del ministre i historiador Rashid al-Din) i va delegar el poder a les províncies que governava en els seus fills. El 1334 fou destituït per raons desconegudes i al seu lloc nomenat un oficial mongol de nom Amir Muzaffar Inak (Amir Mosāfer Ināq). Mahmud, per conservar les seves riqueses, va conspirar per assassinar en ser rival i van perseguir Muzaffar per matar-lo fins als mateixos murs del palau del kan, i quan Muzaffar es va refugiar a l'interior, no van dubtar en empaitar-lo allí també. Assabentat Abu Said dels fets va voler castigar a Mahmud però la intervenció del visir Khwadja Ghiyat al-Din Muhàmmad ibn Rashid al-Din Fadhl Allah va salvar la vida als conspiradors però foren empresonats en llocs diferents anant Mahmud al castell de Tabarak a Esfahan i el seu fill gran Masud Shah Djalal al-Din a Anatòlia; els dos homes foren alliberats al cap de poc per influència del visir; la resta dels implicats empresonats foren alliberats quan va morir Abu Said. Amir Muzaffar quan va tractar de prendre possessió del govern de Fars es va trobar que Ghiyath al-Din Khay Khusraw, un altre fill de Mahmud delegat del seu pare a Siraz, es negava a entregar-li el control; la situació es va perllongar fins que es va saber la mort d'Abu Said i llavors Ghiyath al-Din va fer presoner a Amir Muzaffar i el va enviar a la cort de Sultaniya.
El conflictes de la cort en la lluita pel poder va provocar al cap de pocs mesos la mort de Mahmud i del seu protector el visir Khwadja Ghiyat al-Din Muhàmmad ibn Raixid al-Din Fadhl Allah. Mahmud fou assassinat per orde del nou kan Arpa Khan (1336). Va deixar quatre fills:
- Masud Shah Djalal al-Din
- Ghiyath al-Din Khay Khusraw
- Muhàmmad Xams al-Din
- Abu Ishak Djamal al-Din